# Mystère au Grand Nord
Pour plus de détails, voir Fiche technique et Distribution.
Mystère au Grand Nord (Northern Lights) est un téléfilm américano-canadien réalisé par Mike Robe et diffusé le 21 mars 2009 sur Lifetime. Il s'agit de l'adaptation du roman Les Lumières du nord de Nora Roberts.

## Synopsis
Pour oublier le décès traumatisant de son partenaire à Baltimore, Nate Burns accepte un travail de policier en Alaska, dans la ville de Lunacy. Il rencontre Meg, une pilote indépendante, dont le père est retrouvé mort dans une grotte de la montagne.

## Fiche technique
- Titre original : Northern Lights
- Réalisation : Mike Robe
- Scénario : Janet Brownell, d'après le roman de Nora Roberts
- Durée : 90 minutes
- Directeur de casting : Susan Glicksman
- Montage : Sabrina Plisca, A.C.E
- Direction artistique : Eric Fraser et Myron Hyrork
- Directeur de la photographie : Craig Wobleski
- Coproducteurs : Tom Cox, Murray Ord et Jordy Randall
- Produit par : Randi Richmond
- Productrice déléguée : Stéphanie Germain
- Producteur délégués : Peter E. Strauss et Peter Guber
- Lieu de tournage : Alberta, Canada
- Lieu d'action : Lunacy, Alaska
- Pays : États-Unis, Canada
- Diffusion américaine : 21 mars 2009 sur Lifetime
- Diffusion française : 10 novembre 2009 sur TF1
- Chaîne de diffusion allemande : ARD

## Distribution
- LeAnn Rimes (VF : Delphine Moriau) : Meg Galligan[2]
- Eddie Cibrian (VF : Laurent Morteau) : Nate Burns[2]
- Greg Lawson : Ed Woolcott
- Rosanna Arquette : Charlene Galligan[2]
- Jayne Eastwood : Maire Hopp
- William MacDonald : Adjoint Otto Gruber
- Christianne Hirt : Carrie Hawbacker
- Adrian Hough : John
- Billy Merasty (en) : Jacob
- David Brown : Max Hawbacker
- Marty Antonini : Bing
- Justin Michael Carrier : Jim Mackie
- David Cowley : Bill Mackie
- Alexander Arsenault : Stephen Thompson
- Rod Heatherington : Sergent Coben
- Stephen Huszar (en) : Pat Galligan
- Kyle Matrosovs : Ed jeune

## DVD
Le film est sorti en DVD en 2009 édité chez TF1 Vidéo.